# Bruno Bussolin
Bruno Bussolin (Monselice, 9 luglio 1921 – Monte San Michele d'Abruzzo, 19 maggio 1944) è stato un militare italiano, Medaglia d'Oro al Valor Militare alla memoria.

## Biografia
Conseguita la licenza magistrale a Rovigo nel 1939, Bussolin si era dedicato subito all'insegnamento, interrotto quando, nel febbraio del 1941, era stato chiamato alle armi. Uscito con il grado di sottotenente di complemento dalla Scuola allievi ufficiali di Ravenna, nel 1942 era stato assegnato al 36º Reggimento fanteria motorizzata ed aveva quindi frequentato la Scuola paracadutisti di Viterbo, operando nel 185º Reparto paracadutisti dell'XI Battaglione "Nembo" che, dopo l'armistizio entrò a far parte del Corpo Italiano di Liberazione.
Nel maggio del 1944, durante le operazioni contro i tedeschi nell'Italia centrale, Bussolin si offrì volontario per guidare un'azione particolarmente rischiosa. Alla testa di una pattuglia di paracadutisti assaltò per primo tre munitissime postazioni tedesche, eliminandole. Ferito una prima volta alla gamba destra, rifiutò ogni soccorso e riprese l'azione, dicendo ai suoi che l'unica preoccupazione del momento doveva essere quella di andare avanti. Morì colpito da una raffica di mitragliatrice.
Gli sono state intitolate una caserma a Padova e una scuola primaria a Monselice.